# Peng Lin
Peng Lin (em chinês:  彭 林; Yueyang, 4 de abril de 1995) é uma jogadora de polo aquático chinesa.

## Carreira
Peng fez parte da equipe da China que finalizou na sétima colocação nos Jogos Olímpicos de 2016, no Rio de Janeiro.